# Athanor

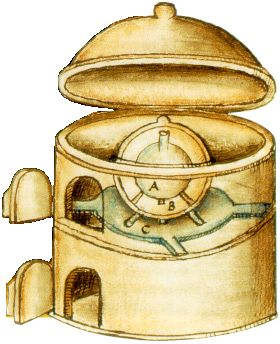
Athanor

Athanor is de naam voor een type oven dat onder andere voor alchemistische doeleinden werd gebruikt. Het woord komt waarschijnlijk van het Arabische al tannoer ('de oven'), dat weer ontleend is van het Aramese woord voor 'oven': tannoer.
De oven zorgde voor een constante en langdurige verhitting. In de middeleeuwen werd de athanor gebruikt voor de zoektocht naar de steen der wijzen, waarmee men lood in goud zou kunnen transformeren.